# Jolie Garce
Albums de Shay
Antidote
(2019)
Singles
1. PMW
Sortie : 1 juillet 2016
2. Biche
Sortie : 7 octobre 2016
3. Cabeza
Sortie : 11 novembre 2016
4. Thibaut Courtois
Sortie : 17 février 2017

Jolie Garce est le premier album studio de la rappeuse belge Shay, sorti le 2 décembre 2016 sous les labels 92i, Capitol et Universal.
Porté par les singles PMW, Cabeza, et Thibaut Courtois, l'album reçoit un bon accueil critique et est certifié disque d'or huit mois après sa sortie, soit plus de 50 000 ventes en France.
En novembre 2024, l'album est certifié disque de platine.

## Composition
« Jolie garce » est un terme, d'après Shay, pour désigner une femme qui réussit en écrasant la concurrence féminine et même masculine,.
L'album ne comprend pas de collaboration et ceci est un choix de Shay qui ne voulait pas en inclure dans son album.

## Liste des pistes
| 1.    | Dernier           | Heezy Lee & Le Motif                                                | 3:01 |
| 2.    | PMW               | The Bone Collector, Heezy Lee & Le Motif                            | 3:03 |
| 3.    | Mon dealeur       | Heezy Lee, Jorick Beats, DSK On The Beat, Le Motif & Junior Alaprod | 2:46 |
| 4.    | Catch Up          | Pyroman                                                             | 2:34 |
| 5.    | La go (Interlude) | Heezy Lee & Seysey                                                  | 0:59 |
| 6.    | La go             | Heezy Lee & Seysey                                                  | 2:31 |
| 7.    | Biche             | Fushubi                                                             | 2:42 |
| 8.    | Cabeza            | Dany Synthé                                                         | 3:31 |
| 9.    | Gazon             | DSTprod & Le Motif                                                  | 4:08 |
| 10.   | Paumes brulèes    | Junior Alaprod                                                      | 3:58 |
| 11.   | Qui te suivra ?   | Heezy Lee                                                           | 3:05 |
| 12.   | Thibaut Courtois  | Heezy Lee, Seysey, Le Motif & Junior Alaprod                        | 3:23 |
| 13.   | Ma retraite       | Mr. Punisher                                                        | 4:16 |
| 40:00 |                   |                                                                     |      |

## Singles
- PMW  Diamant[3], 1er juillet 2016
- Biche, 7 octobre 2016
- Cabeza,  Or[4], 11 novembre 2016
- Thibaut Courtois  Platine[5], 17 février 2017.

## Certifications
| Classement     | Ventes          | Certification |
| -------------- | --------------- | ------------- |
| France (SNEP), | plus de 100 000 | Platine       |